# Eleccions a Angola
Les eleccions a Angola tenen lloc en el marc d'una democràcia multipartidista i una sistema presidencialista. L'Assemblea Nacional és elegida directament pels votants, mentre que el líder del partit o coalició més gran en l'Assemblea Nacional es converteix automàticament en president. El país és actualment un estat dominat per un partit únic, amb el MPLA com el partit dominant.

## Història electoral
Tot i que Angola havia enviat representants al parlament portuguès a principis del segle xix, no va ser fins a la dècada de 1920 que les autoritats portugueses van donar el seu consentiment per a la creació d'un cos legislatiu al territori. El 1922 es va establir un Consell Legislatiu elegit per colons portuguesos. Tanmateix el consell fou suprimit després del cop d'estat del 28 de maig de 1926.
El 1955 es va establir un nou Consell Legislatiu, encara que només als classificats oficialment com a "civilitzats" se'ls va permetre votar. Això efectivament limita la franquícia als colons europeus, la majoria de mulats i un petit nombre de d'africans europeïtzats (assimilados). El maig de 1972 el Parlament portuguès va aprovar la Llei Orgànica dels territoris d'ultramar, que preveia una major autonomia per als territoris d'ultramar; això va crear una Assemblea Legislativa de 53 membres per a Angola, dels quals 32 serien elegits, i la resta nomenats pels serveis públics, grups religiosos i grups empresarials. Les eleccions es van celebrar el març de 1973 però degut a les contínues restriccions en el sufragi, només hi havia registrades per votar 584.000 persones d'una població total de 5.673.046. Al voltant del 86% dels registrats van votar, i els membres elegits foren 29 europeus i 24 africans.
Després de la independència el 1975, l'esclat de la Guerra Civil angolesa va retardar primeres les eleccions després de la independència del país fins a l'any 1980. En aquells dies, el MPLA havia creat un estat de partit únic. Es va organitzar eleccions indirectes, en les quals els votants elegiren candidats examinats acuradament als col·legis electorals, que al seu torn escollien l'Assemblea Nacional. Les següents eleccions havien de celebrar-se en 1983, però que es van retardar fins a 1986 a causa de la guerra. Quan es van dur a terme, va ser sota el mateix sistema indirecte.
Els acords de Bicesse va posar fi a la guerra civil el 1991 i va veure la introducció de la democràcia multipartidista. Les eleccions generals es van dur a terme en 1992, en les que el president fou elegit popularment per primera vegada. El MPLA va obtenir 129 dels 220 escons de l'Assemblea Nacional, mentre que UNITA va emergir com a principal partit d'oposició amb 70 seients. José Eduardo dos Santos del MPLA i Jonas Savimbi d'UNITA van rebre la majoria de vots en la primera volta de les eleccions presidencials, però Savimbi va afirmar que les eleccions havien estat manipulades, tot i que els observadors les Nacions Unides manifestaren que havien estat majoritàriament lliures i justes. Es va negar a participar en la segona volta, i es reinicià la guerra civil.
La guerra civil va acabar el 2002 després de la mort de Savimbi. No obstant això, les eleccions es va retardar fins al 2008. El MPLA va rebre més del 80% dels vots, obtenint 191 dels 220 escons de l'Assemblea Nacional. Les eleccions presidencials estaven programades per a l'any 2009, però la nova Constitució promulgada el 2010 rebutjava les eleccions directes a la presidència, i el líder del partit majoritari a l'Assemblea Nacional es convertia automàticament en President d'Angola. Les següents eleccions el 2012 van veure una altra victòria aclaparadora del MPLA, encara que la seva quota de vot es va reduir a 72% i van perdre 16 escons.

## Sistema electoral

### President
La constitució de 1992 preveia l'elecció directa del president. Tanmateix això va ser abolit per la constitució de 2010; aquesta conté l'article 109, que estableix que "la persona al capdavant de la llista nacional del partit polític o coalició de partits polítics que rebi el major nombre de vots en les eleccions generals serà elegit President de la República i Cap de l'Executiu".

### Assemblea nacional
El sistema electoral per a l'Assemblea Nacional es basa en la llei electoral aprovada l'1 de novembre de 1991. Els 220 membres són elegits de dues maneres; 90 són elegits d'entre 18 circumscripcions de cinc escons i 130 d'una circumscripció única a tot el país. Tots dos tipus de circumscripció utilitzen el Regla D'Hondt de llistes tancades escrutini proporcional plurinominal.
Els votants han de tenir almenys 18 anys i tenir ciutadania d'Angola. Poden ser desqualificats per tenir una fallida no rehabilitada o condemna penal, declarats bojos o tenir doble nacionalitat. Els candidats han de tenir almenys 35 anys i tenir ciutadania d'Angola. Els membres de les forces governamentals, judicials i armades i els membres dels consells de les empreses públiques no són elegibles per a les eleccions.